# Politique dans le Tarn
Le département français du Tarn est un département créé le 4 mars 1790 en application de la loi du 22 décembre 1789, à partir de l'ancienne province de Languedoc. Les 314 actuelles communes, dont presque toutes sont regroupées en intercommunalités, sont organisées en 23 cantons permettant d'élire les conseillers départementaux. La représentation dans les instances régionales est quant à elle assurée par 11 conseillers régionaux. Le département est également découpé en 3 circonscriptions législatives, et est représenté au niveau national par trois députés et deux sénateurs. 

## Représentation politique et administrative

### Préfets et arrondissements

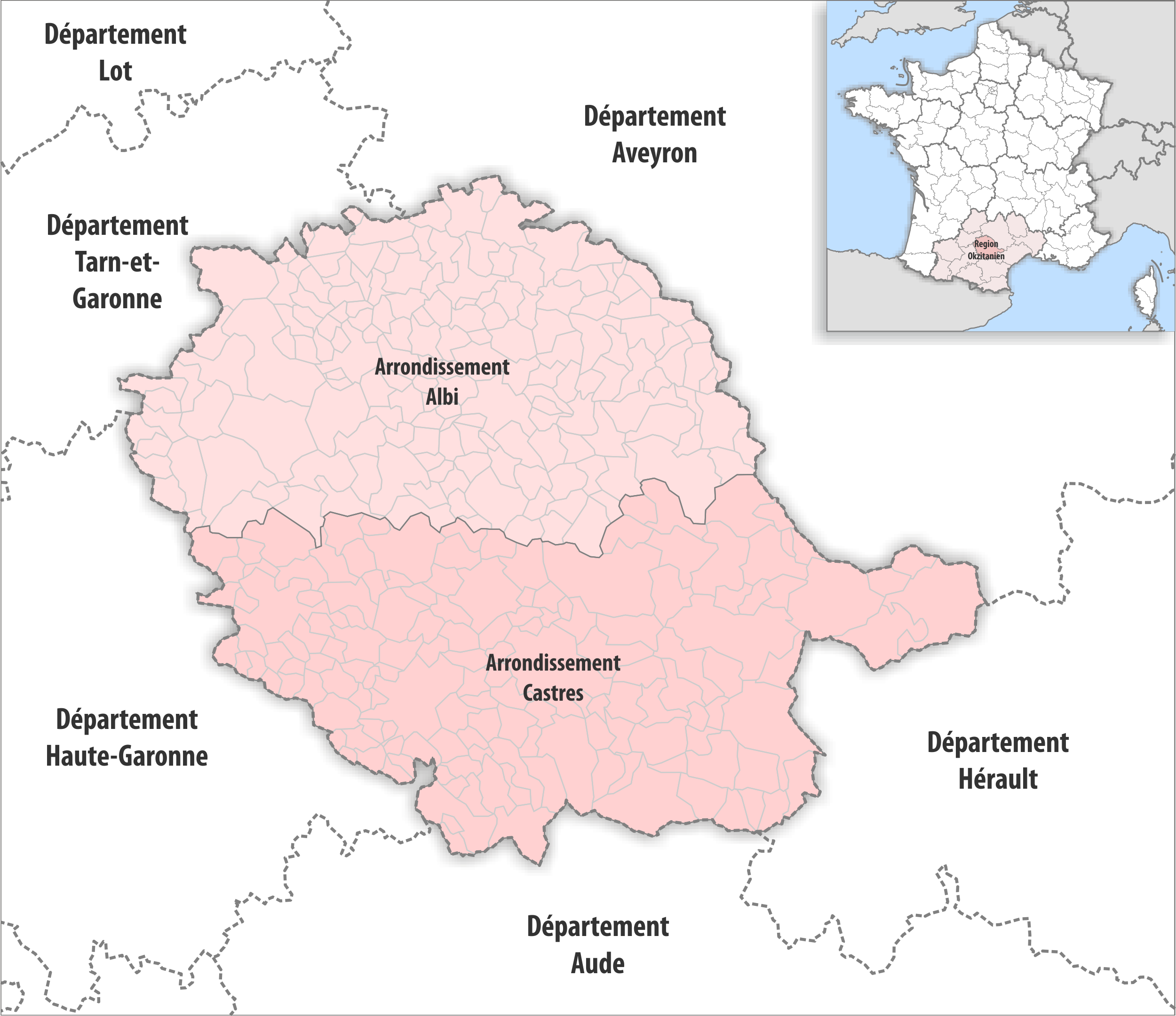
Arrondissements

La préfecture du Tarn est localisée à Albi. Le département possède en outre une sous-préfecture à Castres. Jusqu'en 1926, le département possédaient deux arrondissements supplémentaires à Gaillac et Lavaur.

### Députés et circonscriptions législatives

Circonscriptions et affiliations à l'issue des élections de 2024.

| Circ. | Nom                   |  | Parti | Groupe                      | Suppléant                |
| ----- | --------------------- |  | ----- | --------------------------- | ------------------------ |
| 1re   | Philippe Bonnecarrère |  | AC    | Non-inscrit                 | Julie Capo Ortega        |
| 2e    | Karen Erodi           |  | LFI   | La France insoumise         | Romain Jammes            |
| 3e    | Jean Terlier          |  | RE    | Ensemble pour la République | Géraldine Rouanet-Astruc |

### Sénateurs
| Nom                 |  | Parti | Groupe          | Autres mandats (passés ou actuels) |
| ------------------- |  | ----- | --------------- | ---------------------------------- |
| Philippe Folliot    |  | AC    | Union centriste |                                    |
| Marie-Lise Housseau |  | DVD   |                 |                                    |

### Conseillers départementaux

Cantons et affiliations à l'issue des élections de 2021.

| Canton                    | Conseiller Sortant        | Parti | Parti | Conseiller Élu            | Parti | Parti |
| ------------------------- | ------------------------- | ----- | ----- | ------------------------- | ----- | ----- |
| Albi-1                    | Marie-Louise At           |       | LR    | Marie-Louise At           |       | LR    |
| Albi-1                    | Michel Franques           |       | LR    | Michel Franques           |       | LR    |
| Albi-2                    | Nathalie Borghese         |       | DVD   | Jean-Charles Balardy      |       | PS    |
| Albi-2                    | Éric Guillaumin           |       | DVD   | Margot Lapeyre            |       | PS    |
| Albi-3                    | Éva Geraud                |       | PS    | Éva Geraud                |       | PS    |
| Albi-3                    | Christophe Ramond         |       | PS    | Christophe Ramond         |       | PS    |
| Albi-4                    | Patrice Bédier            |       | PS    | Étienne Moulin            |       | PS    |
| Albi-4                    | Élisabeth Claverie        |       | PS    | Élisabeth Claverie        |       | PS    |
| Carmaux-1 Le Ségala       | Sylvie Bibal Diogo        |       | PS    | Sylvie Bibal Diogo        |       | PS    |
| Carmaux-1 Le Ségala       | Guy Malaterre             |       | PS    | Guy Malaterre             |       | PS    |
| Carmaux-2 Vallée du Cérou | André Fabre               |       | DVG   | André Fabre               |       | DVG   |
| Carmaux-2 Vallée du Cérou | Aline Redo                |       | PS    | Aline Redo                |       | PS    |
| Castres-1                 | Nathalie de Villeneuve    |       | LR    | Arnaud Bousquet           |       | LR    |
| Castres-1                 | Michel Monsarrat          |       | LR    | Eve Bugis                 |       | LR    |
| Castres-2                 | Régine Massoutié-Girardet |       | LR    | Régine Massoutié-Girardet |       | LR    |
| Castres-2                 | Serge Serieys             |       | DVD   | Serge Serieys             |       | DVD   |
| Castres-3                 | Isabelle Espinosa         |       | PRG   | Isabelle Espinosa         |       | PRG   |
| Castres-3                 | Christophe Testas         |       | PS    | Christophe Testas         |       | PS    |
| Les Deux Rives            | Monique Corbière-Fauvel   |       | PS    | Monique Corbière-Fauvel   |       | PS    |
| Les Deux Rives            | Christophe Herin          |       | DVG   | Christophe Herin          |       | DVG   |
| Gaillac                   | Évelyne Bretagne          |       | LREM  | Évelyne Bretagne          |       | LREM  |
| Gaillac                   | Francis Ruffel            |       | DVD   | Francis Ruffel            |       | DVD   |
| Graulhet                  | Florence Belou            |       | PS    | Florence Belou            |       | PS    |
| Graulhet                  | Max Guipaud               |       | PS    | Alain Glade               |       | PS    |
| Le Haut Dadou             | Françoise Bardou          |       | LR    | Jean-Luc Cantaloube       |       | PS    |
| Le Haut Dadou             | Éric Pujol                |       | UDI   | Catherine Gely            |       | PS    |
| Les Hautes Terres d'Oc    | Philippe Folliot          |       | AC    | Daniel Vidal              |       | DVC   |
| Les Hautes Terres d'Oc    | Brigitte Pailhe-Fernandez |       | UDI   | Brigitte Pailhe-Fernandez |       | DVC   |
| Lavaur Cocagne            | Émilie Aussaguel          |       | LR    | Nathalie Joseph           |       | DVC   |
| Lavaur Cocagne            | Joseph Dalla Riva         |       | LR    | Emmanuel Joulié           |       | LREM  |
| Mazamet-1                 | Christelle Cabanis        |       | DVG   | Christelle Cabanis        |       | DVG   |
| Mazamet-1                 | Didier Houles             |       | PS    | Didier Houles             |       | PS    |
| Mazamet-2 Vallée du Thoré | Florence Estrabaud        |       | DVG   | Florence Estrabaud        |       | DVG   |
| Mazamet-2 Vallée du Thoré | Daniel Vialelle           |       | PS    | Daniel Vialelle           |       | PS    |
| La Montagne noire         | Michel Benoît             |       | PS    | Michel Benoît             |       | PS    |
| La Montagne noire         | Claudie Bonnet            |       | PS    | Claudie Bonnet            |       | PS    |
| Le Pastel                 | Jean-Luc Alibert          |       | LR    | Jean-Luc Alibert          |       | LR    |
| Le Pastel                 | Anne Laperrouze           |       | UDI   | Géraldine Rouanet         |       | DVD   |
| Plaine de l'Agoût         | Catherine Rabou           |       | PS    | Catherine Rabou           |       | PS    |
| Plaine de l'Agoût         | Laurent Vandendriessche   |       | PS    | Laurent Vandendriessche   |       | PS    |
| Les Portes du Tarn        | Dominique Rondi-Sarrat    |       | PS    | Nadia Ould-Amer           |       | DVC   |
| Les Portes du Tarn        | Gilles Turlan             |       | PRG   | Gilles Turlan             |       | PRG   |
| Saint-Juéry               | Marie-Claire Malroux      |       | DVG   | Marie-Claire Malroux      |       | DVG   |
| Saint-Juéry               | Jean-Paul Raynaud         |       | PS    | David Donnez              |       | DVG   |
| Vignobles et Bastides     | Maryline Lherm            |       | DVC   | Maryline Lherm            |       | DVC   |
| Vignobles et Bastides     | Paul Salvador             |       | DVD   | Paul Salvador             |       | DVD   |

### Conseillers régionaux
Présidence : Carole Delga (Haute-Garonne)
|            | Parti | Siège |
| ---------- | ----- | ----- |
| Majorité   |       |       |
|            | PS    | 4     |
|            | DVG   | 2     |
|            | PRG   | 1     |
|            | PC    | 1     |
| Opposition |       |       |
|            | RN    | 2     |
|            | LR    | 1     |

### Maires

Carte des 314 communes du Tarn au 1er janvier 2022.

| Commune                 | Maire                      |  | Parti | Élection | Population |
| ----------------------- | -------------------------- |  | ----- | -------- | ---------- |
| Albi                    | Stéphanie Guiraud-Chaumeil |  | HOR   | 2014     | 50 605     |
| Carmaux                 | Jean-Louis Bousquet        |  | DVG   | 2020     | 9 927      |
| Castres                 | Pascal Bugis               |  | DVD   | 2001     | 42 700     |
| Gaillac                 | Martine Souquet            |  | DVD   | 2020     | 16 080     |
| Graulhet                | Blaise Aznar               |  | DVG   | 2020     | 13 275     |
| Lavaur                  | Bernard Carayon            |  | LR    | 1995     | 10 884     |
| Mazamet                 | Olivier Fabre              |  | DVD   | 2014     | 10 123     |
| Saint-Sulpice-la-Pointe | Raphaël Bernardin          |  | RE    | 2017     | 9 674      |